# Філіп Ремунда
Філіп Ремунда (1973) — чеський режисер та продюсер.

## Біографія та творчість
Ремунда закінчив режисерський факультет FAMU (спеціалізація — документалістика) у майстерні Карла Вахека. Його фільм «Селище Б» (чеськ. Obec B) було названо найкращим документальним фільмом року на міжнародному кінофестивалі у Карлових Варах в 2002 році та на фестивалі FAMU в 2003 році, а також отримав нагороду Don Quixote Award на фестивалі Art Film Fest в 2003 році та кілька інших відзнак від європейських та американських фестивалів.
Під час навчання Ремунда також пройшов майстер-клас в Sam Spiegel Film and Television School в Єрусалимі.
Філіп Ремунда є співзасновником Інституту документального кіно (IDF), який допомагає просувати східноєвропейське кіно та активно викладає на Ex Oriente Film — міжнародному майстер-класі з розвитку документалістики, організованому IDF. Разом з Вітом Клусаком, Ремунда зняв документальну комедію «Чеська мрія» і керує незалежною продакшн-студією HYPERMARKET FILM Ltd. (Прага, Чехія).

## Фільмографія
- Hilary a Chris na cestě — studentský film (16’, ČR, 2001)
- Obec B. (33´, ČR, 2002)
- Den poezie (20, ČR, 2002)
- A.B.C.D.T.O.P.O.L. (78´, ČR, 2002)
- Český sen (90´, ČR, 2004)
- Setkat se s filmem (55´, ČR, 2006)
- Pulec, králík a Duch svatý (26´, ČR, 2007)
- Vánoce v Bosně (28´, ČR, 2008)
- Český mír (108´, ČR, 2010)
- Epochální výlet pana Třísky do Ruska (57´, ČR, 2010)
- 24 (52´, ČR, 2011)
- Český žurnál: Svobodu pro Smetanu (52‘, ČR, 2012)
- Český žurnál: Život a smrt v Tanvaldu (52‘, ČR, 2013)
- Český žurnál: Spřízněni přímou volbou (52‘, ČR, 2013)
- Český žurnál: Obnažený národ (52‘, ČR, 2014)
- Boží mlýny na prodej (30‘, ČR, 2014)

## Продюсування
- Osadné (2009, режисер: Марко Шкоп)
- Roura (2013, режисер — Віталій Манський)
- Sametoví teroristé (режисери: Іван Остроховський, Павел Пекарчік, Петер Керекес)

## Громадська позиція
У 2018 підтримав звернення Європейської кіноакадемії на захист ув'язненого у Росії українського режисера Олега Сенцова